# وادي النقرة
قرية وادي النقرة هي إحدى القرى التابعة لمركز نصر النوبة في محافظة أسوان في جمهورية مصر العربية.